# Гамбург-Локштед
Локштед (нім. Lokstedt) — частина району Аймсбюттель вільного та ганзейського міста Гамбург. Локштедт розташований на північний захід від центру Гамбурга, на переході між густонаселеною внутрішньою і зовнішніми частинами міста.